# Lilanguéni
O lilanguéni, lilângueni ou lilangeni (plural: lilanguénis ou lilânguenis em português, emalangeni em suázi; ISO 4217 código: SZL), é a moeda oficial de Essuatíni (antiga Suazilândia). Cada lilangeni está divido em 100 centavos. É emitido pelo Banco Central de Essuatíni (em suazi: Umntsholi Wemaswati). Seu valor está fixado ao rand sul-africano, que também é aceito legalmente em Essuatíni. Semelhante ao loti do Lesoto, existem abreviaturas singulares e plurais, ou seja, L e E, então, onde se poderia ter uma quantidade L1, seria E2, E3 ou E4.